# Rillenkarre

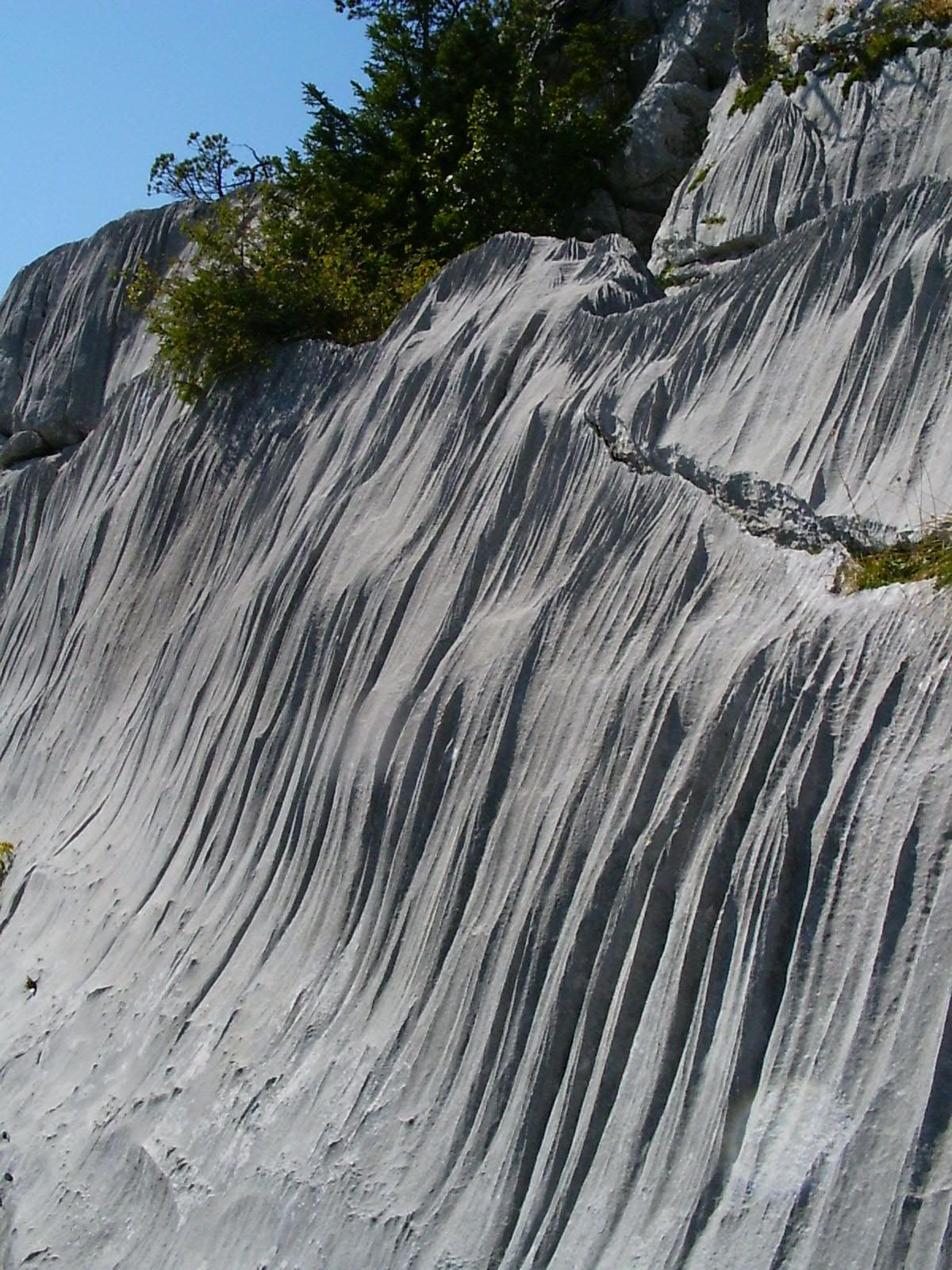
Rillenkarren in Thorens-Glières franz. Alpen

Rillenkarren sind rillenförmige Vertiefungen in verkarstungsfähigem Gestein, die durch Kohlensäureverwitterung entstehen. Sie bilden sich an geneigten Oberflächen und sind durch einen parabolischen Querschnitt gekennzeichnet. Rillenkarren sind Karrenstrukturen zweiter Ordnung. 

## Beschreibung
Rillenkarren sind weniger Zentimeter breite Kannelierungen in der Fallrichtung einer Fläche. Die Länge beträgt meist zwischen 10 und 50 cm, kann in Tropengebieten oder im Himalaja auch größer sein. Die Karren haben meist einen parabolischen Querschnitt. Rillenkarren treten oft in Gruppen auf, wobei zwischen ihnen einige Zentimeter lange scharfe Kämme zurückbleiben. Die Rillenkarren schmiegen sich an ihrem Ende an die Ausgleichsfläche an.

## Entstehung
Die Entstehung der Rillenkarren ist an das Vorkommen geneigter, nackt daliegender Gesteinsoberflächen gebunden. Das auftreffende Regenwasser schafft durch seine Lösungswirkung Rillen. Die besondere Schärfe der jeweils oberen Teile der Karrenrippen ist dadurch zu erklären, dass hier das Regenwasser mit voller Lösungskraft auftrifft, während die Lösungsfähigkeit des weiter rinnenden Wassers wegen der fortschreitenden Aufnahme von gelöstem Kalk allmählich nachlässt. 

## Vorkommen

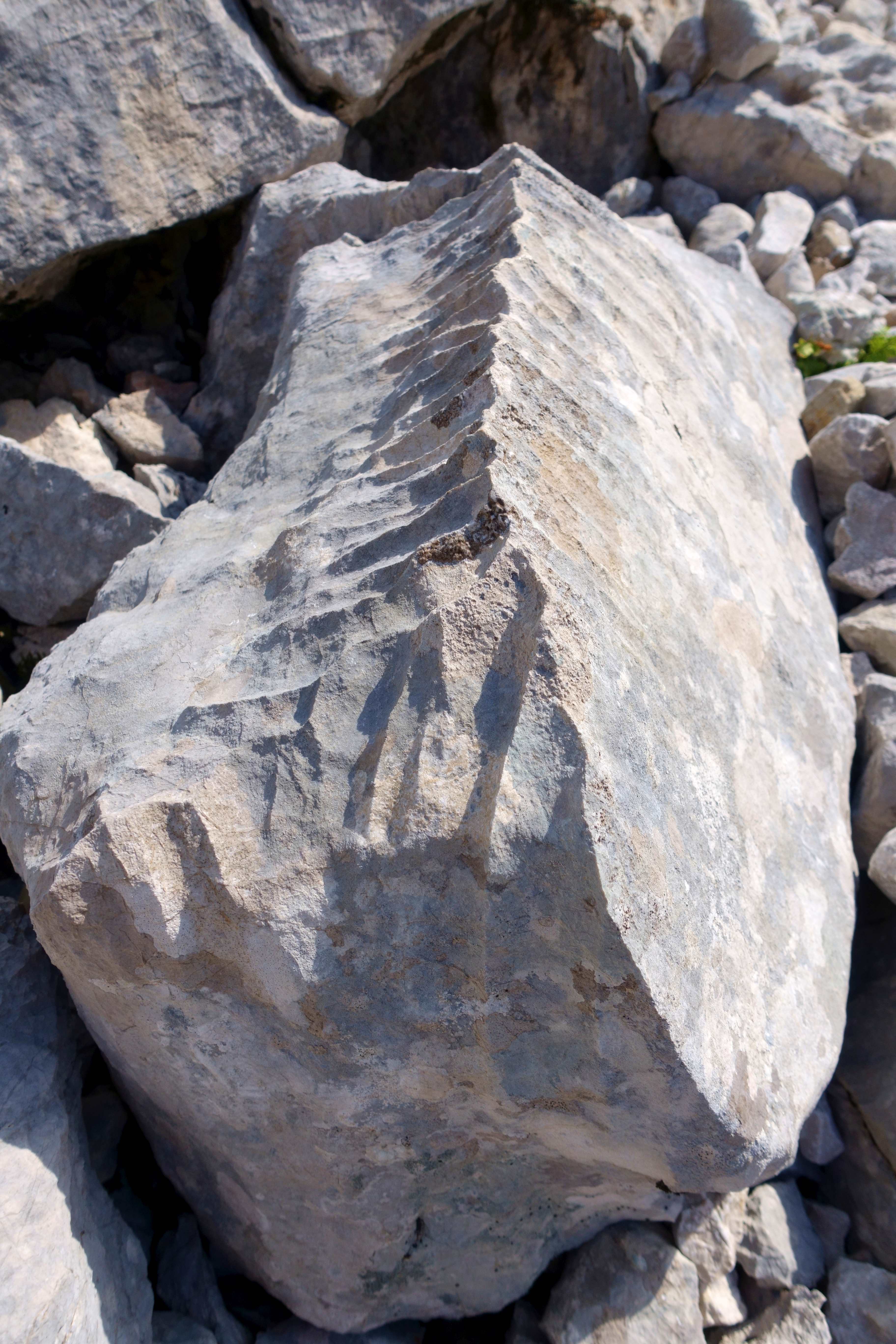
Firstrillen, Totes Gebirge, Österreich

Da die Bildung von Rinnenkarren nackte Gesteinsoberflächen erfordert, liegen die Bereiche ihrer Entstehung zum größten Teil oberhalb der oberen Waldgrenze, in der alpinen Region meist erst oberhalb der Zone mit noch flächenhaft dichtem Bewuchs. Sie sind besonders in stark verkarsteten Kalkgebirgen häufig.